# Pomeroon-Supenaam
Pomeroon-Supenaam (regio 2) is een van de tien regio's van Guyana. De hoofdstad is Anna Regina.

## Demografie
Volgens de volkstelling van 2012 telt de regio Pomeroon-Supenaam zo'n 46.810 inwoners, een daling vergeleken met de volkstelling van 2002.
| Volkstellingsjaar | 1980   | 1991   | 2002   | 2012   |
| ----------------- | ------ | ------ | ------ | ------ |
| Inwoners          | 42.321 | 43.455 | 49.253 | 46.810 |

Ongeveer 44% van de bevolking bestaat uit Indo-Guyanezen, gevolgd door inheemsen (24%), mensen van gemengde afkomst (19%) en Afro-Guyanezen (13%).

## Plaatsen
- Anna Regina, hoofdplaats
- Charity
- Jacklow
- Supenaam

## Gemeenten
Pomeroon-Supenaam was in 2022 onderverdeeld in de volgende gemeenten:
1. Paradise / Evergreen (inclusief Somerset en Berks)
2. Charity / Urasara
3. Anna Regina
4. Zorg-en-Vlygt / Aberdeen
5. Riverstown / Annandale
6. Supernaam River, Bethany en Mashabo Villages
7. Good Hope / Pomona

## Galerij

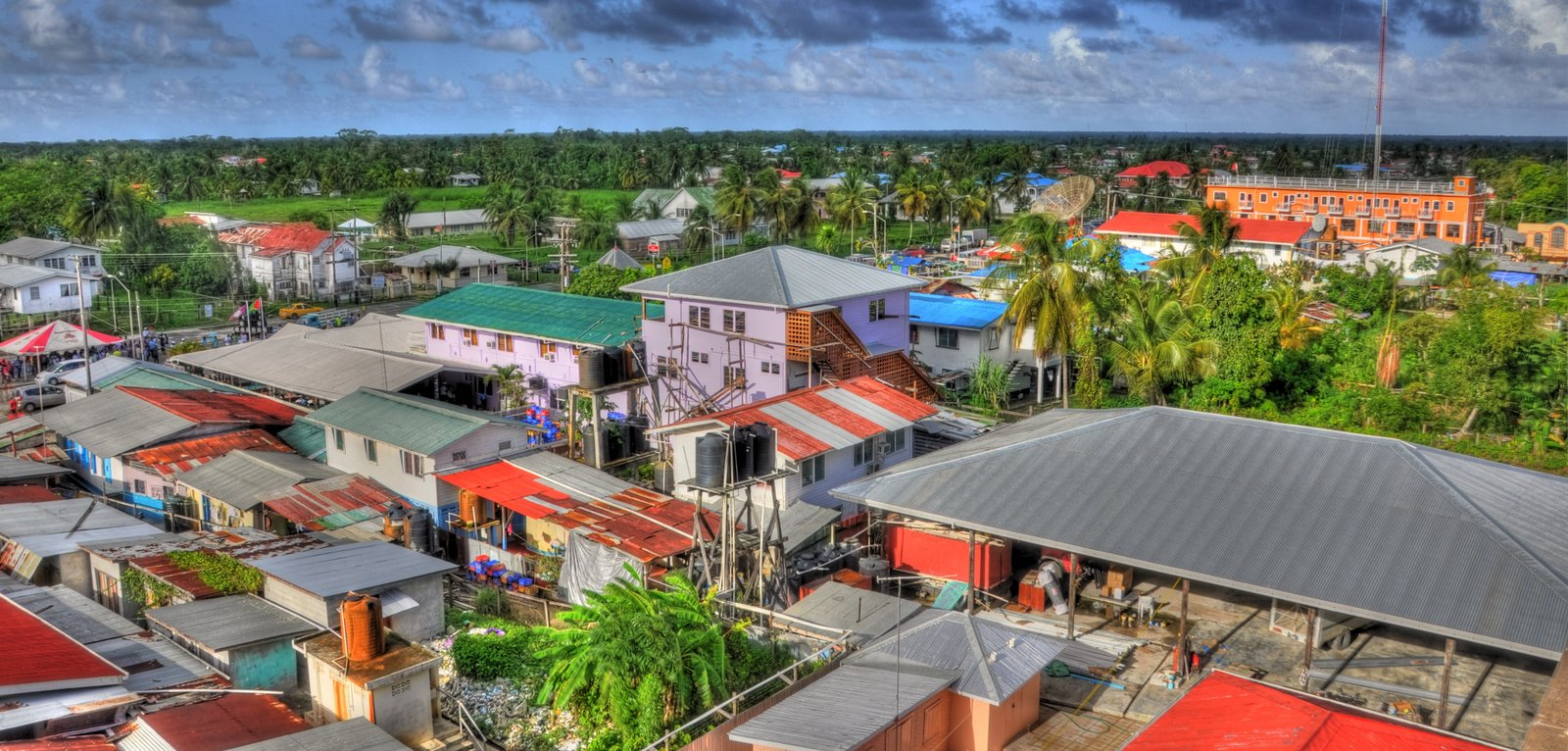
Blik op Charity
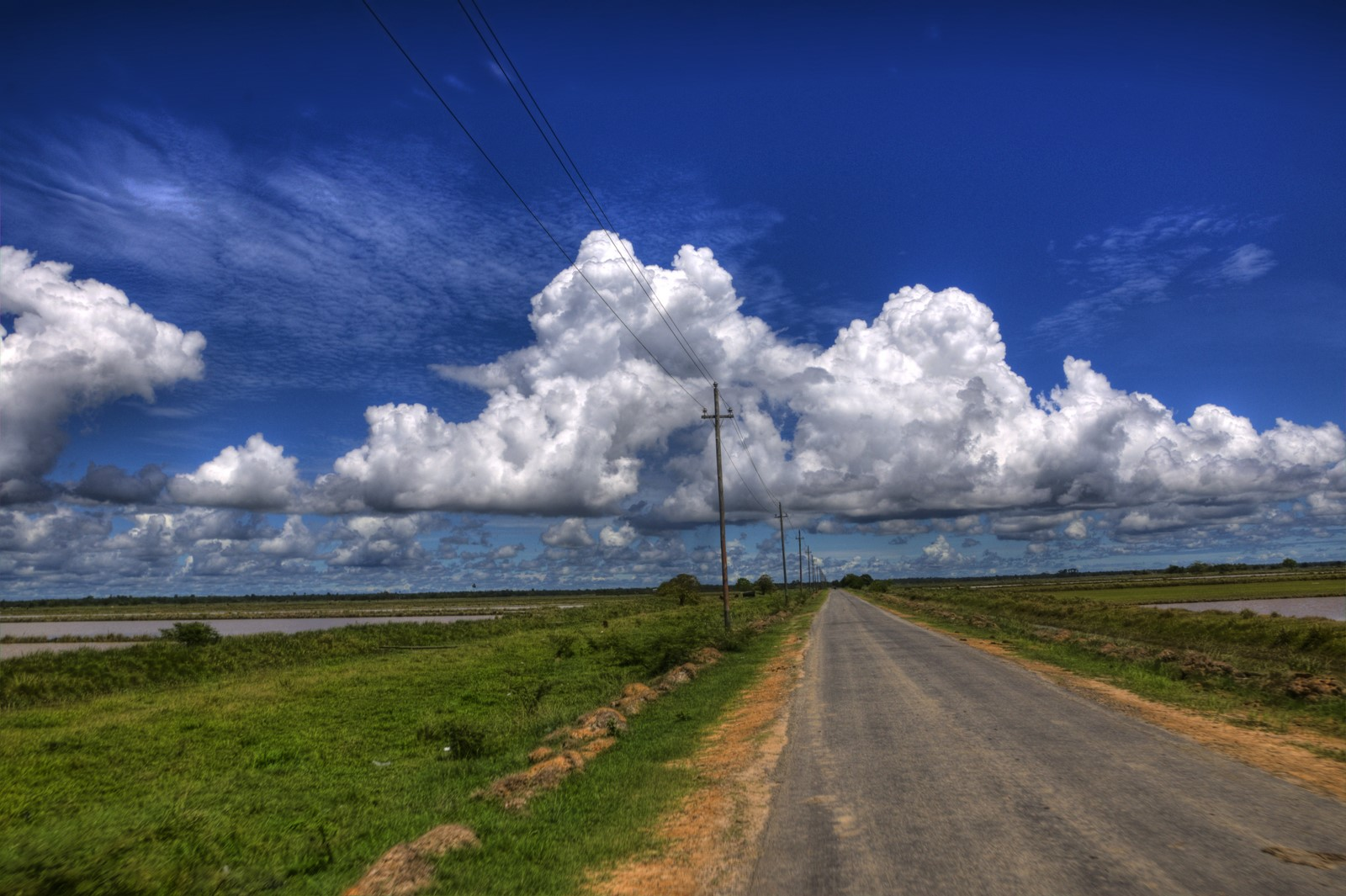
Eindeloos landschap
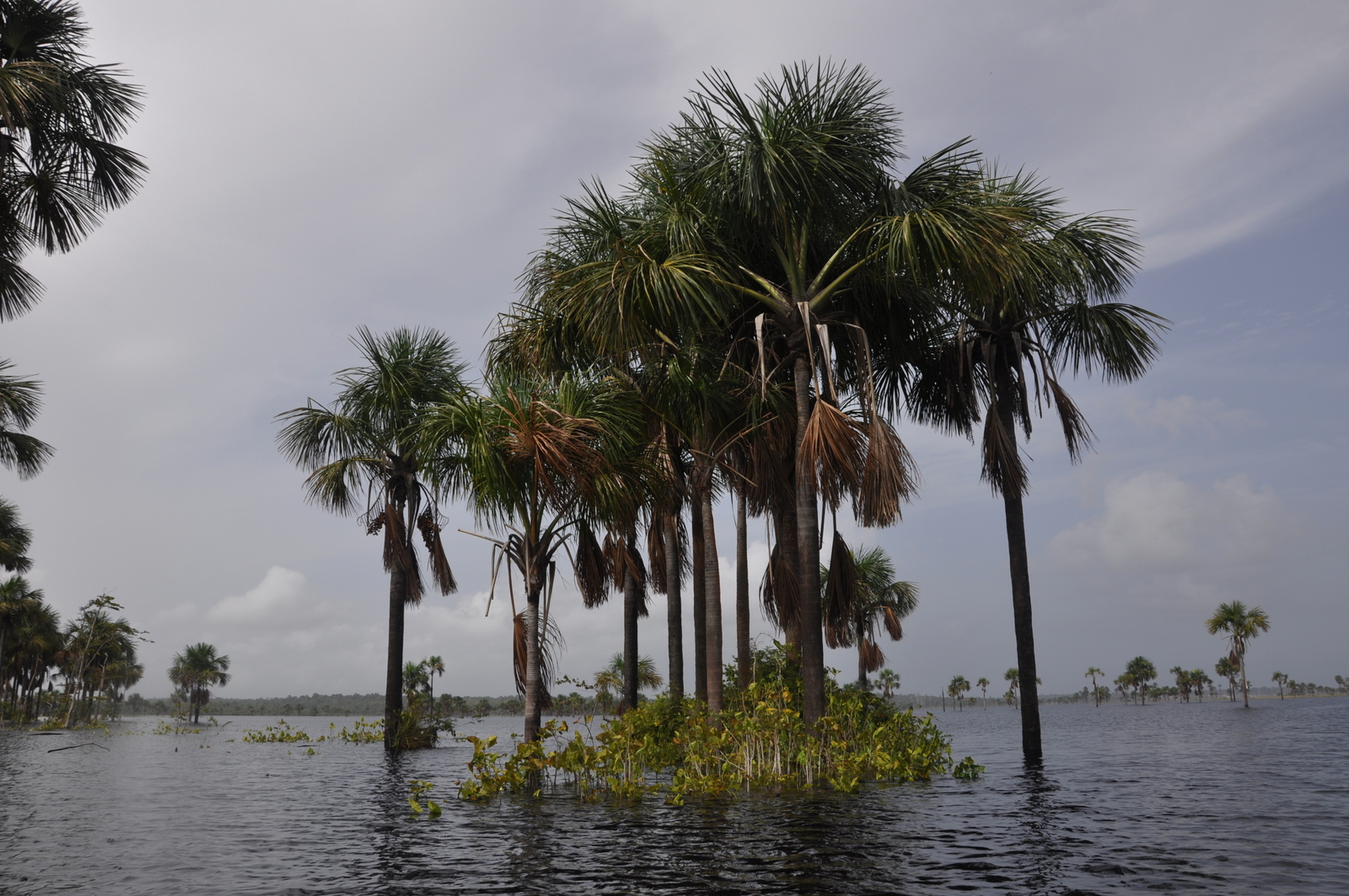
Inheemse dorp Mashabo aan het meer
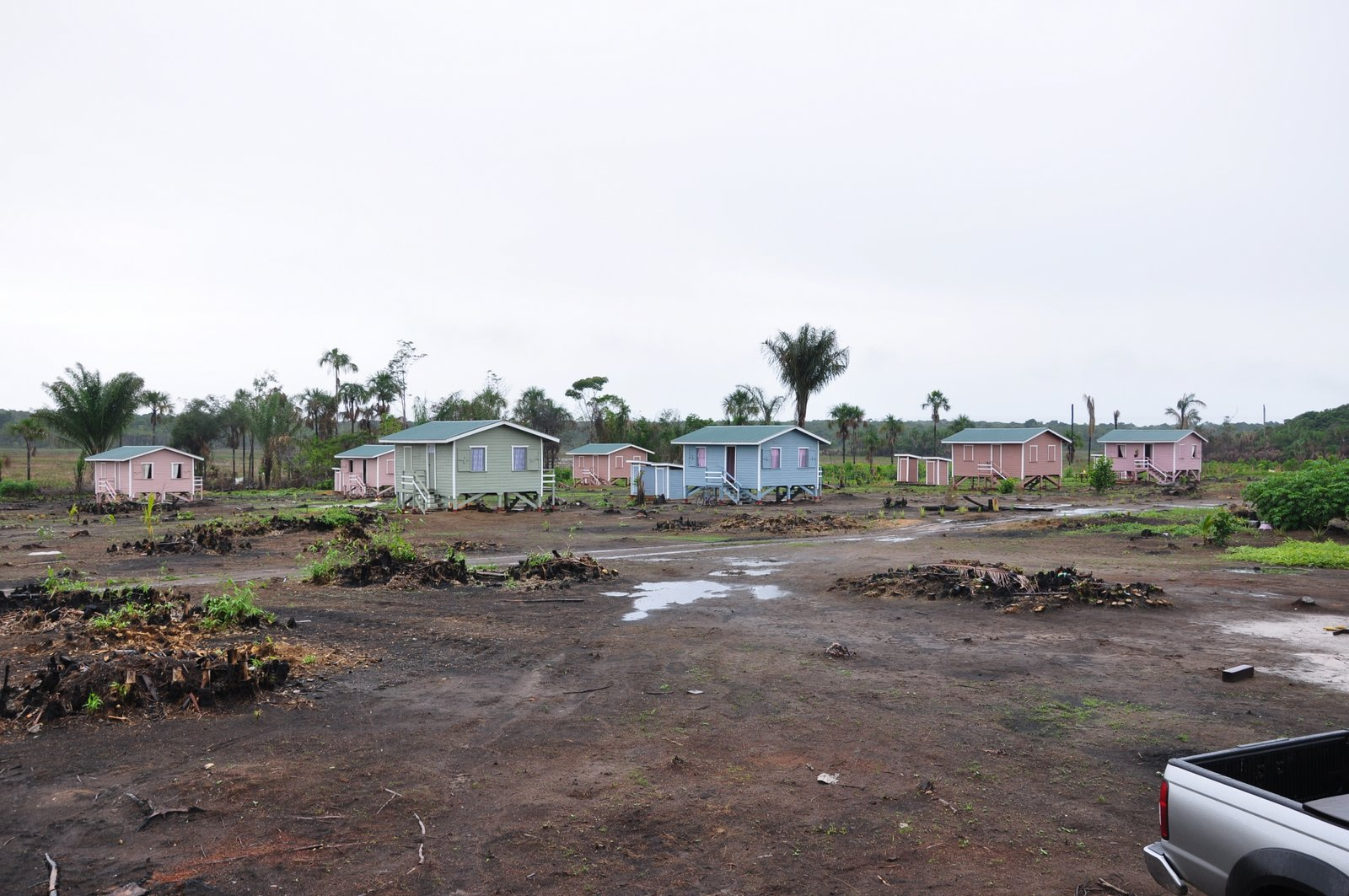
Tapakuma Red Village

Barima-Waini · Pomeroon-Supenaam · Essequibo Islands-West Demerara · Demerara-Mahaica · Mahaica-Berbice · East Berbice-Corentyne · Cuyuni-Mazaruni · Potaro-Siparuni · Upper Takutu-Upper Essequibo · Upper Demerara-Berbice
Anna Regina · Charity · Jacklow · Supenaam